# Georgi Rjabov
Georgi Rjabov   (Tallinn, 23 d'agost de 1938 - Moscou, 16 de juny de 2020) fou un futbolista estonià de la dècada de 1960.
Fou cinc cops internacional amb la selecció de la Unió Soviètica.
Pel que fa a clubs, defensà els colors de FC Dynamo Moscou i Tallinna JK Dünamo.